# 1559
Évszázadok: 15. század – 16. század – 17. század
Évtizedek: 1500-as évek – 1510-es évek – 1520-as évek – 1530-as évek – 1540-es évek – 1550-es évek – 1560-as évek – 1570-es évek – 1580-as évek – 1590-es évek – 1600-as évek
Évek: 1554 – 1555 – 1556 – 1557 –  1558 – 1559 – 1560 – 1561 – 1562 – 1563 – 1564

## Események

### Határozott dátumú események
- április 3.
  - II. Henrik francia és II. Fülöp spanyol király aláírja a cateau-cambrésis-i békeszerződést, lezárulnak az itáliai háborúk.[1]
  - I. Ferdinánd létrehozza a Birodalmi Udvari Tanácsot (Reichshofrat).[2]
- április 10. – Ferdinánd elrendeli az eladományozott egyházi birtokok visszavételét.
- 12–június 17.17 – A gyulafehérvári országgyűlés elrendeli a közszékelyek összeírását és megadóztatását. (A főemberek és a lófők adómentesek, de hadakozni kötelesek.)[3]
- szeptember 15. – Izabella királyné halálával János Zsigmond átveszi Erdély kormányzását.[4]
- december 25. – IV. Pius pápa megválasztása.[5]

### Határozatlan dátumú események
- az év folyamán – III. Pál pápa indexre teszi Machiavelli a A fejedelem című értekezését.[6]

## Születések
- szeptember 21. – Ludovico Cigoli itáliai festő († 1613)

## Halálozások
- augusztus 18.  – IV. Pál pápa (* 1476)[7]
- szeptember 15. – Jagelló Izabella magyar királyné, Szapolyai János felesége, János Zsigmond anyja[8] (* 1519)